# 관상동맥 스텐트
관상 동맥 스텐트는 관상 동맥 심장 질환 치료에서 동맥을 개방 유지하기 위해 심장에 혈액을 공급하는 관상 동맥에 삽입되는 관 모양의 장치이다. 경피적 관상동맥 중재술(PCI)이라는 절차에 사용된다. 관상 동맥 스텐트는 현재 PCI 절차의 90% 이상에서 사용된다. 스텐트는 협심증 (흉통)을 감소시키고 생존성을 향상시키고 급성 심근경색증 에서 부작용을 감소시키는 것으로 나타났다.
유사한 스텐트 및 절차가 비관상 혈관(예: 말초 동맥 질환의 다리)에 사용된다.

## 의료용

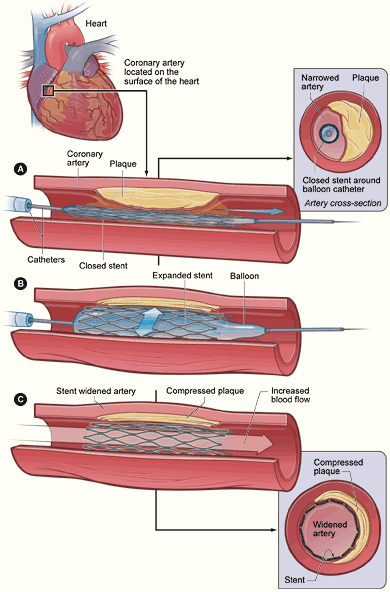
스텐트 배치 다이어그램. A 에서는 병변을 가로질러 카테터를 삽입한다. B 에서 풍선은 팽창되어 스텐트를 확장하고 플라크를 압축한다. C 에서는 카테터와 수축된 풍선이 제거되었다. 동맥의 전후 단면은 스텐트 배치 결과를 보여준다.

스텐트가 있는 동맥은 몇 가지 중요한 차이점을 제외하고 다른 혈관 성형술 절차 와 동일한 단계를 따른다. 중재적 심장 전문의는 혈관 조영술 을 사용하여 가이드 카테터를 통해 조영제를 주입하고 하류 관상 동맥을 통한 혈액 흐름을 관찰하여 폐색("병변")의 위치를 평가하고 크기를 추정한다. 혈관내 초음파 (IVUS)를 사용하여 병변의 두께와 경도("석회화")를 평가할 수 있다. 심장 전문의는 이 정보를 사용하여 병변을 스텐트로 치료할지 여부와 치료할 경우 종류와 크기를 결정한다. 약물 용출 스텐트는 풍선 카테터 외부에 부착된 접힌 형태의 스텐트와 함께 단위로 판매되는 경우가 가장 많다. 미국 이외의 지역에서는 의사가 "직접 스텐트 삽입"을 수행할 수 있다. 여기서 스텐트는 병변을 통해 삽입되어 확장된다. 미국의 일반적인 관행은 스텐트를 전달하기 전에 막힘을 미리 확장하는 것이다. 확장은 일반 풍선 카테터로 병변을 꿰고 혈관의 원래 직경으로 확장하여 수행된다. 의사는 이 카테터를 빼내고 풍선 카테터의 스텐트를 병변을 통해 통과시킨다. 의사가 풍선을 확장하면 금속 스텐트가 확장된 크기로 변형된다. 심장 전문의는 작업을 안내하는 IVUS를 사용하여 혈관 모양에 맞게 스텐트의 맞춤을 "맞춤화"할 수 있다. 혈전 형성과 같은 잠재적인 합병증을 최소화하기 위해 스텐트의 프레임워크가 혈관 벽과 직접 접촉하는 것이 매우 중요하다. 매우 긴 병변에는 하나 이상의 스텐트가 필요할 수 있다. 이 치료의 결과는 때때로 "완전 금속 재킷"이라고 한다.
절차 자체는 카테터 삽입 클리닉("cath lab")에서 수행된다. 합병증이 없는 한 카테터 삽입술을 받는 환자는 관찰을 위해 적어도 밤새 보관된다.
관상 동맥의 가지 근처 병변을 처리하는 것은 추가적인 문제를 제시하고 추가적인 기술이 필요하다.

## 위험
PCI로 인한 합병증의 가능성은 적지만 일부 심각한 합병증에는 부정맥의 발생, 시술에 사용된 염료의 부작용/영향, 감염, 재협착, 응고, 혈관 손상 및 카테터 삽입 부위의 출혈이 있다.
일반적으로 금속 프레임워크인 관상 동맥 스텐트를 동맥 내부에 삽입하여 동맥이 열린 상태를 유지할 수 있다. 그러나 스텐트는 이물질(신체에 고유하지 않음)이므로 면역 반응을 유발한다. 이로 인해 흉터 조직(세포 증식)이 스텐트 위로 빠르게 성장하여 신생내막 증식을 유발할 수 있다. 또한 스텐트가 동맥벽을 손상시키면 해당 부위에 혈전이 형성되는 경향이 강한다. 혈소판은 응고 과정에 관여하기 때문에 환자는 스텐트 삽입 직전 또는 직후에 이중 항혈소판 요법 을 시작해야 한다. 일반적으로 ADP 수용체 길항제(예: 클로피도그렐 또는 티카그렐러 )와 아스피린을 최대 1년 동안, 아스피린을 무기한으로 복용해야 한다.
혈관 스텐트의 단점 중 하나는 소위 신내막 (neointima)이라고 하는 내강 내부의 두꺼운 평활근 조직의 발달을 통한 재협착 가능성이다. 신생내막의 발달은 가변적이지만 때때로 혈관 내강을 재폐색( 재협착 )할 정도로 심할 수 있으며, 특히 직경이 더 작은 혈관의 경우 종종 재개입을 초래한다. 결과적으로, 현재 연구는 스텐트 배치 후 신생내막의 감소에 초점을 맞추고 있다. 생체 적합성 재료, 항염증제 용출 스텐트, 흡수성 스텐트 등의 사용을 포함하여 상당한 개선이 이루어졌다. 재협착은 동일한 방법을 사용하여 재시술로 치료할 수 있다.

## 논쟁
심장마비가 있는 사람을 구조할 때(폐색을 즉시 완화함으로써) 스텐트 삽입의 가치는 여러 연구에서 명확하게 정의되어 있지만 연구에서는 안정형 협심증 환자에서 의학적 치료와 비교하여 스텐트의 경성 종말점 감소를 찾지 못했다. 동맥 개방 스텐트는 일시적으로 흉통을 완화할 수 있지만 수명에 기여하지는 않는다.